# Dżirande
Dżirande (perski: جيریندیه) – miasto w północnym Iranie, w ostanie Gilan. W 2006 roku miasto liczyło 2616 mieszkańców w 754 rodzinach.